# Zanabazar
Zanabazar, anche conosciuto come Öndör Gegeen Zanabazar (mongolo: Өндөр гэгээн Занабазар; 1635 – 1723), è stato un monaco buddhista e scultore mongolo.
Fu il primo Jebtsundamba Khutuktu, capo spirituale del Buddhismo tibetano per i Khalkha della Mongolia esterna.
Nel 1640 fu riconosciuto dal Panchen Lama e dal Dalai Lama come Buddha vivente e ricevette il suo seggio a Örgöö, dopo situato a Övörkhangai, come capo della tradizione Gelug in Mongolia.
Nel 1647 a 12 anni fondò il monastero Shankh.